# Magnum, P.I.
Magnum, P.I., era una sèrie de televisió estatunidenca que tractava de les aventures de Thomas Sullivan Magnum (Tom Selleck), un investigador privat que vivia a Hawaii. La sèrie era una barreja de comèdia, acció i drama. Va ser transmesa per la cadena nord-americana CBS de 1980 a 1988. A més, va ser retransmesa en molts altres països, i és considerada una de les millors sèries de la dècada de 1980.
El més destacat sobre el personatge, eren les seves camises florejades, les seves bermudes, la seva gorra dels Detroit Tigers, i el seu bigoti tipus mostatxo, el qual va formar part de la personalitat de Selleck durant una bona pila d'anys.
Thomas Magnum treballava per a un patrocinador misteriós anomenat Robin Masters, que posseïa una mansió i el distintiu Ferrari 308 GTS vermell, arribant a ser un personatge més de la sèrie. Masters no era només el patrocinador de Magnum, sinó que era un escriptor de molt èxit que algun cop va ser ajudat per en Magnum i que en agraïment li va donar àmplies llibertats respecte de la casa a Hawaii i el Ferrari que hi tenia.
A la mansió hi vivia a més un majordom d'origen anglès, de nom Jonathan Quayle Higgins III, encarregat de la cura i manteniment de la mansió. Posseïa dos dobermans, Zeus i Apol·lo, amb els quals amenaçava en Magnum i les seves amistats. Higgins tenia poder absolut sobre els béns de Robin Masters i en diversos capítols de la sèrie Magnum va creure amb molt bon fonament que Robin Masters era el pseudònim literari de Higgins i que en realitat eren la mateixa persona. La sospita mai es va arribar a comprovar però va ser un element molt encertat en la història.
En tres capítols de la sèrie es van introduir diversos germanastres d'en Higgins. Aquests personatges estaven interpretats pel mateix actor que feia d'en Jonathan Higgins en la sèrie, John Hillerman. El primer germanastre va ser un texà, Elmo Ziller. El segon un sacerdot irlandès, el Pare Paddy McGuinness. El tercer va ser en Don Luis Mongueo. En un quart capítol es va anomenar en Soo Ling però mai va aparèixer.
Magnum vivia a la casa de convidats i gaudia de totes les comoditats de la mansió. Magnum es dedicava a casos d'estar per casa, alguna vegada era requerit pel cap del departament d'investigacions criminals "comissari Tanaka", per resoldre casos d'assassinat.
Magnum solia ser ajudat pels seus dos grans amics i ex-companys de la guerra del vietnam: "Ricky" i "TC", Rick treballava en un club de Hawaii anomenat King Kamehameha i tenia contactes a les màfies locals, i TC tenia un helicòpter Hughes 500, el qual usava com a aerotaxi i una mítica furgoneta Volkswagen Caravelle T3 pintada amb els mateixos colors que l'helicòpter. Magnum era aficionat a tots els esports americans, sobretot el beisbol, i també acostumava a sortir per la costa en caiac.
La sèrie llançà a la fama en Tom Selleck. En el capítol de les curiositats cal assenyalar que quan Steven Spielberg i George Lucas van crear Indiana Jones van pensar en Selleck perquè donés vida a la pantalla gran el personatge. De fet fins i tot van arribar a proposar-ho a l'actor. No obstant això el gran èxit inicial de la sèrie i el contracte signat amb la CBS van impedir en Tom Selleck ser Indiana Jones.
A Espanya la sèrie va ser emesa inicialment per TV3 a partir del 10 d'abril del 1985, per la ETB i la TVG. Anys més tard la va emetre La 2 de TVE.

## Estrelles invitades
Al llarg dels capítols van aparèixer notables actors i actrius (incloses algunes futures estrelles): 
- - Lew Ayres
  - Ernest Borgnine
  - Paul Burke
  - Carol Burnett
  - Elisha Cook Jr.
  - Tyne Daly
  - Ted Danson
  - Dana Delany
  - James Doohan
  - Samantha Eggar
  - Morgan Fairchild
  - Norman Fell
  - José Ferrer
  - Beverly Garland
  - Erin Gray
  - Alan Hale, Jr.
  - Pat Hingle
  - John Ireland
  - Angela Lansbury 
  - June Lockhart
  - Robert Loggia
  - Mercedes McCambridge
  - Darren McGavin
  - Ian McShane
  - Patrick Macnee
  - Meredith MacRae
  - Gerald McRaney and Jameson Parker (as Rick and A.J. Simon in a Simon & Simon tie-in)
  - Vera Miles
  - Cameron Mitchell
  - Vic Morrow
  - Nehemiah Persoff
  - Barbara Rush
  - Jill St. John
  - John Saxon
  - Sylvia Sidney
  - Frank Sinatra
  - Sharon Stone
  - Leslie Uggams
  - Marcia Wallace
  - Fritz Weaver
  - Dennis Weaver
  - William Windom
  - Dana Wynter